# Buñuel en el laberinto de las tortugas (película)
Buñuel en el laberinto de las tortugas es una película española de animación, dirigida por Salvador Simó y basada en el cómic homónimo de Fermín Solís. En 2020 fue galardonada con el Premio Goya en la categoría de mejor película de animación.

## Sinopsis
Desde el punto de vista del cineasta Luis Buñuel, Buñuel en el laberinto de las tortugas hace un recorrido del rodaje de Las Hurdes, tierra sin pan (1933), un falso documental sobre la comarca de Las Hurdes (Extremadura) que es considerada una obra de referencia en su género.
Después del controvertido estreno de La edad de oro, Buñuel tiene problemas para dirigir una nueva película en Francia y accede a la petición de un antropólogo, Maurice Legendre, quien le entrega un estudio etnográfico sobre Las Hurdes y le sugiere realizar un documental sobre la realidad social de la región. Aunque en un primer momento tiene dudas, finalmente accede porque uno de sus mejores amigos, el profesor anarquista Ramón Acín, le financia el rodaje con su premio del Sorteo Extraordinario de Navidad.
Buñuel reúne un equipo de rodaje en el pueblo de La Alberca. Desde La Alberca, Buñuel conduce a la tripulación a un monasterio que también funciona como albergue. Desde el monasterio, la tripulación explora los pueblos cercanos. Las aldeas consisten en casas destartaladas en forma de caja apretadas. Las calles sinuosas entre las casas hacen que cada pueblo se parezca a un laberinto, y Ramón señala que los techos dentados se asemejan a las escamas de una tortuga. La tripulación se encuentra horrorizada por las condiciones de pobreza de las casas. La abundancia de sus suministros de alimentos asombra a los aldeanos. Cuando filman una escuela, descubren que los lugareños ganan la mayor parte de su dinero recibiendo pagos del gobierno por acoger a niños huérfanos, y los escolares se agolpan alrededor de Buñuel desesperados por afecto. Más tarde, Buñuel encuentra a una niña moribunda en la calle y se siente impotente al no tener la medicina que la curaría.
Aunque la película es un documental, Buñuel escenifica muchas escenas para lograr un efecto dramático, en oposición a su equipo. En La Alberca, Buñuel hace que Ramón contrate a un granjero para recrear la tradición local de arrancarle la cabeza a un gallo. Más tarde, Buñuel quiere filmar la imagen de una cabra montés resbalando y cayendo por un acantilado, pero mata a tiros a una cabra en lugar de esperar a que ocurra un accidente. Buñuel también hace arreglos para que un burro sea picado hasta la muerte por las abejas, para usarlo como símbolo del sufrimiento de la población local.
A lo largo del rodaje, Buñuel es atormentado por pesadillas de su problemática infancia. Una pesadilla sobre su madre y la Virgen María lo obliga a vestirse con un hábito de monja. Cuando la niña enferma finalmente muere, Buñuel tiene una pesadilla en la que ve a un amigo de la región como la Muerte. La pesadilla lo inspira a hacer que los aldeanos recreen el funeral de un bebé para la película.
En 1933, Buñuel regresa a París para editar su película, Las Hurdes: Tierra Sin Pan. 
Las Hurdes es una obra clave en la filmografía de Buñuel: el artista dejó atrás el surrealismo ortodoxo de sus anteriores obras para acercarse a propuestas más sociales, en este caso con el propósito de mejorar la situación de una región desamparada y atrasada por la dejadez institucional. Sin embargo, en su momento fue tildada de «ofensiva» y el gobierno de la Segunda República Española no accedió a su estreno hasta 1936, eliminando de los créditos a Acín por su filiación anarquista. Después de que Huesca fuese tomada por el bando sublevado durante la Guerra civil, tanto Acín como su esposa fueron fusilados por el ejército franquista. Buñuel no pudo reparar la memoria de su amigo hasta el reestreno en 1960, cediéndole todos los derechos a sus familiares.
La película explora tres aspectos: la relación personal entre Acín y Buñuel; el choque cultural que se produce durante el rodaje; y los traumas de la vida del director, recreados a través de pesadillas y alucinaciones que se agudizan en su regreso a España.

## Producción
La película es una adaptación en animación tradicional de la novela gráfica Buñuel en el laberinto de las tortugas, dibujada por Fermín Solís. La obra fue editada en 2008 por Astiberri, originalmente en blanco y negro, y ha sido reeditada en 2019 por Reservoir Books usando la misma gama de colores de la cinta. En su momento llegó a ser nominada al Premio Nacional del Cómic, aunque finalmente recayó en Arrugas de Paco Roca.
El encargado de realizar la adaptación fue el animador Salvador Simó, quien anteriormente había trabajado en Estados Unidos. En su debut como director se encargó también del guion adaptado, escrito conjuntamente con Eligio R. Montero. Aunque la película hace varios cambios respecto a la obra original, mantiene dos escenas a petición de Solís: la aparición de la Virgen María con la cara de la madre de Buñuel, y las partes en las que el director se disfraza de monja. Respecto a la influencia de Las Hurdes en la filmografía y en la propia vida de Buñuel, Simó ha explicado que «Buñuel pretendía cambiar Las Hurdes y fueron las Hurdes las que le cambiaron a él».
El proceso implico a un equipo de más de 200 profesionales, entre ellos el historietista José Luis Ágreda como director artístico. La producción corrió a cargo de Sygnatia Films, Glow Animation, Hampa Animation y el estudio neerlandés Submarine.

## Recepción
Buñuel en el laberinto de las tortugas fue estrenada oficialmente el 20 de octubre de 2018 en el Festival de Cine de Animación de Los Ángeles, y no llegó a las salas españolas hasta el 26 de abril de 2019. La Academia de las Artes y las Ciencias Cinematográficas de España la incluyó en su terna de películas candidatas a los Premios Óscar, pero la candidatura recayó finalmente en Dolor y gloria de Pedro Almodóvar.

## Premios y nominaciones
Medallas del Círculo de Escritores Cinematográficos de 2019
| Categoría            | Nominados                       | Resultado |
| -------------------- | ------------------------------- | --------- |
| Mejor música         | Arturo Cardelús                 | Nominado  |
| Mejor guion adaptado | Eligio R. Montero Salvador Simó | Ganadores |
| Director revelación  | Salvador Simó                   | Ganador   |

Obtuvo cuatro nominaciones en la 34.ª edición de los Premios Goya y ganó el premio a la «mejor película de animación». También fue nominada al Premio Annie en la categoría de «Mejor película independiente», aunque cayó derrotada frente a la francesa J'ai perdu mon corps.